# Большой синекольчатый осьминог
Большой синекольчатый осьминог (лат. Hapalochlaena lunulata) является одним из четырёх видов рода ядовитых синекольчатых осьминогов, принадлежащих к семейству Octopodidae, также является одним из самых ядовитых морских животных.

## Описание
Несмотря на название, большой синекольчатый осьминог — небольшое животное, максимальный размер которого не превышает 10 сантиметров (вместе с щупальцами), и средней массой 80 грамм. Название объясняется размером голубых колец (7-8 мм), которые являются самыми крупными в роду. Всего у осьминога насчитывается до 60 колец, распределённых по всей поверхности. Синяя окраска колец действует как апосематический механизм для отпугивания хищников. 

## Ареал
Наиболее распространён в тропических и субтропических водах Индо-Тихоокеанской области, от Шри-Ланки и Филиппин до Южной Австралии и юга Японии.
Живёт преимущественно на мелководьях со смешанным рельефом (рифы, песчаные участки и т. д.). Как и многие осьминоги, обитает в норах, выходя на поиски пищи или партнёра. Вход в нору довольно легко опознать, так как он часто окружён остатками добычи (пустые панцири крабов и раков).

## Биология
Является донным животным, ведёт одиночный образ жизни. Сезон размножения варьируется в зависимости от ареала. Самка откладывает от 60 до 100 яиц, которые крепятся к телу самки на время инкубационного периода, который длится около месяца. Новорождённые имеют короткий этап развития в свободно плавающем состоянии, прежде чем остановиться на морском дне.
Этот маленький осьминог является активным хищником, питается в основном ракообразными, двустворчатыми моллюсками, редко — мелкой рыбой.

## Потенциальная опасность
Хотя большинство синекольчатых осьминогов кажутся маленькими и безобидными, их укус способен убить даже человека: этот вид осьминога имеет два типа ядовитых желез.
Яд из первого типа желёз используется осьминогами для парализации добычи во время охоты. Яд второго типа желёз — тетродотоксин — используется для защиты. Это мощный нейротоксин, блокатор натриевых каналов. Укус безболезненный, а эффект проявляется субъективно. Негативные последствия проявляются ярче у людей с меньшей массой тела. Действие содержащей яд слюны длится от 15-30 минут до 4 часов.
Первая фаза интоксикации характеризуется парестезией лица и конечностей, жертва чувствует покалывание и/или онемение лица, языка, губ, других частей тела. У пострадавшего начинается повышенное потоотделение, головная боль, головокружение, обильное слюноотделение, рвота, тошнота, диарея, боль в животе. Из-за воздействия тетродотоксина пострадавший невнятно говорит, ощущает ухудшение подвижности и слабость. Отмечается цианоз в конечностях и губах, точечные кровоизлияния на теле.
Вторая фаза интоксикации, как правило, происходит через 8 часов после укуса и включает в себя гипотонию и обобщенный паралич мышц. Без оказания первой помощи отравление ядом большого синекольчатого осьминога приводит к смерти. Однако, медицинская помощь не гарантирует предотвращение смерти. Из-за отсутствия эффективного противоядия лечение заключается в поддерживающей терапии.